# قائمة مراكز البحث في المغرب
| مركاز البحث في المغرب                                                                                        | مجال النشاط                                                           |
| --- | --------------------------------------------------------------------- |
| مركز الدراسات والبحوث الإنسانية والاجتماعية (CERHSO)، وجدة                                                   | إنسانيات وعلوم اجتماعية                                               |
| المعهد الملكي للدراسات الإستراتيجية (IRES)، الرباط                                                           | دراسات إستراتيجية                                                     |
| المركز المغربي للدراسات والأبحاث التربوية (CMERE) الرابط                                                     | التربية والتعليم والقيم                                               |
| مركز الدراسات والبحوث حول الهجرة الدولية والتنمية المستدامة (CERMID)، الدار البيضاء                          | الهجرة والتنمية                                                       |
| المركز المغربي للدراسات والأبحاث الحديثة (CMERC)، الرباط                                                     | العلوم الاجتماعية والعلوم الإنسانية لدراسة القيم                      |
| مركز الدراسات والأبحاث في العلوم الاجتماعية (CERS)، الرباط                                                   | العلوم الاجتماعية                                                     |
| مركز الدراسات الاجتماعية والاقتصادية والإدارية (CESEM)، الدار البيضاء                                        | العلوم الاجتماعية                                                     |
| مركز جاك بارك للأبحاث في العلوم الإنسانية والاجتماعية (CJB)، الرباط                                          | إنسانيات وعلوم اجتماعية                                               |
| مركز هيلاري رودام كلينتون لتمكين المرأة، إفران نسخة محفوظة 6 ديسمبر 2023 على موقع واي باك مشين.              | إنسانيات وعلوم اجتماعية                                               |
| المركز المغربي متعدد التخصصات للدراسات الإستراتيجية والدولية (CMIESI)، فاس                                   | الدراسات الدولية والإستراتيجية                                        |
| المركز المغربي للظرف (CMC)، الرباط                                                                           | العلوم الاجتماعية                                                     |
| معهد البحوث للتنمية، الرباط                                                                                  | دراسات التنمية                                                        |
| مركز الدراسات والبحوث الديموغرافية (CERD)، الرباط                                                            | الدراسات الديمغرافية                                                  |
| المعهد الملكي للبحث في تاريخ المغرب                                                                          | تاريخ المغرب                                                          |
| مركز الأبحاث القانونية والاقتصادية والاجتماعية (روابط)، الرباط                                               | العلوم الاجتماعية                                                     |
| المركز المغربي للدراست الإستراتيجية (CMES)، الرباط                                                           | الدراسات الإستراتيجية                                                 |
| المركز الوطني للبحث العلمي والتقني، الرباط                                                                   | المنهج العلمي                                                         |
| المعهد الوطني للبحث الزراعي (INRA)، الرباط                                                                   | البحث الزراعي                                                         |
| معهد الدراسات الأفريقية بجامعة محمد الخامس، الرباط                                                           | درسات أفريقية                                                         |
| المركز المغربي للإعلام العلمي والتقني (IMIST)، الرباط                                                        | أبحاث تقنية المعلومات                                                 |
| معهد باستور، الدار البيضاء                                                                                   | طب                                                                    |
| المعهد العلمي في جامعة محمد الخامس نسخة محفوظة 12 يونيو 2018 على موقع واي باك مشين.                          | علوم طبيعية                                                           |
| معهد أبحاث الطاقة الشمسية والطاقات الجديدة، الرباط                                                           | طاقة متجددة                                                           |
| [http://www.inrh.ma/ المركز الوطني للبحث في الصيد البحري                                                     | مسمكة                                                                 |
| المعهد الوطني للإحصاء والاقتصاد التطبيقي، الرباط                                                             | إحصاء واقتصاد تطبيقي                                                  |
| الجمعية المغربية للبحث التنموي، الدار البيضاء                                                                | بحث وتطوير                                                            |
| الجمعية المغربية لأمراض العظام والمفاصل والروماتيزم، الرباط                                                  | طب                                                                    |
| الجمعية المغربية للدراسات والبحوث حول الهجرة، الرباط                                                         | الهجرة                                                                |
| المعهد الوطني للتنمية والتعمير                                                                               | حضرية                                                                 |
| معهد التحليل الاقتصادي والدراسات المستقبلية (IEAPS) نسخة محفوظة 23 سبتمبر 2015 على موقع واي باك مشين.، إفران | الاقتصاد والدراسات المستقبلية                                         |
| مركز أخلاقيات العمل (CBE) نسخة محفوظة 12 يونيو 2018 على موقع واي باك مشين.، إفران                            | التجارة والبحث                                                        |
| معهد بحوث العلوم الاجتماعية (SSRI) نسخة محفوظة 17 سبتمبر 2019 على موقع واي باك مشين.، إفران                  | العلوم الاجتماعية                                                     |
| مؤسسة ريزو للتعليم                                                                                           | تعليم                                                                 |
| مؤسسة مؤمنون بلا حدود للدراسات والأبحاث، الرباط                                                              | العلوم الاجتماعية                                                     |
| معهد الدراسات الاجتماعية والإعلامية (SMSI)، الدار البيضاء                                                    | العلوم الاجتماعية والعلوم الإعلامية                                   |
| مركز يقين للأبحاث والدراسات                                                                                  | العلوم الشرعية والفلسفية                                              |
| مركز الصدى للدراسات والإعلام                                                                                 | العلوم الإنسانية والعلوم الإعلامية                                    |
| المرصد المغربي للأجيال المقبلة MOROFUGE مراكش - المغرب                                                       | الدراسات والأبحاث الإنسانية والاجتماعية والقانونية والسياسية والرقمية |